# Aleqa Hammond
Aleqa Hammond (Narsaq, 23 september 1965), was van 5 april 2013 tot 1 oktober 2014 de premier van Groenland, als opvolger van Kuupik Kleist. Ze was lid van de linkse, sociaaldemocratische Siumut-partij tijdens haar premierschap. Op 10 december 2014 werd ze opgevolgd door Kim Kielsen als premier van Groenland. Hij nam deze functie al waar sinds het terugtreden van Hammond.
Sinds september 2017 is ze lid van Nunatta Qitornai.
- Gemeinsame Normdatei: 1352921065
- Virtual International Authority File: 14149106013068490754